# Sárszentágota
Sárszentágota je vas na Madžarskem, ki upravno spada pod podregijo Abai Županije Fejér.